# 道の駅犬挟

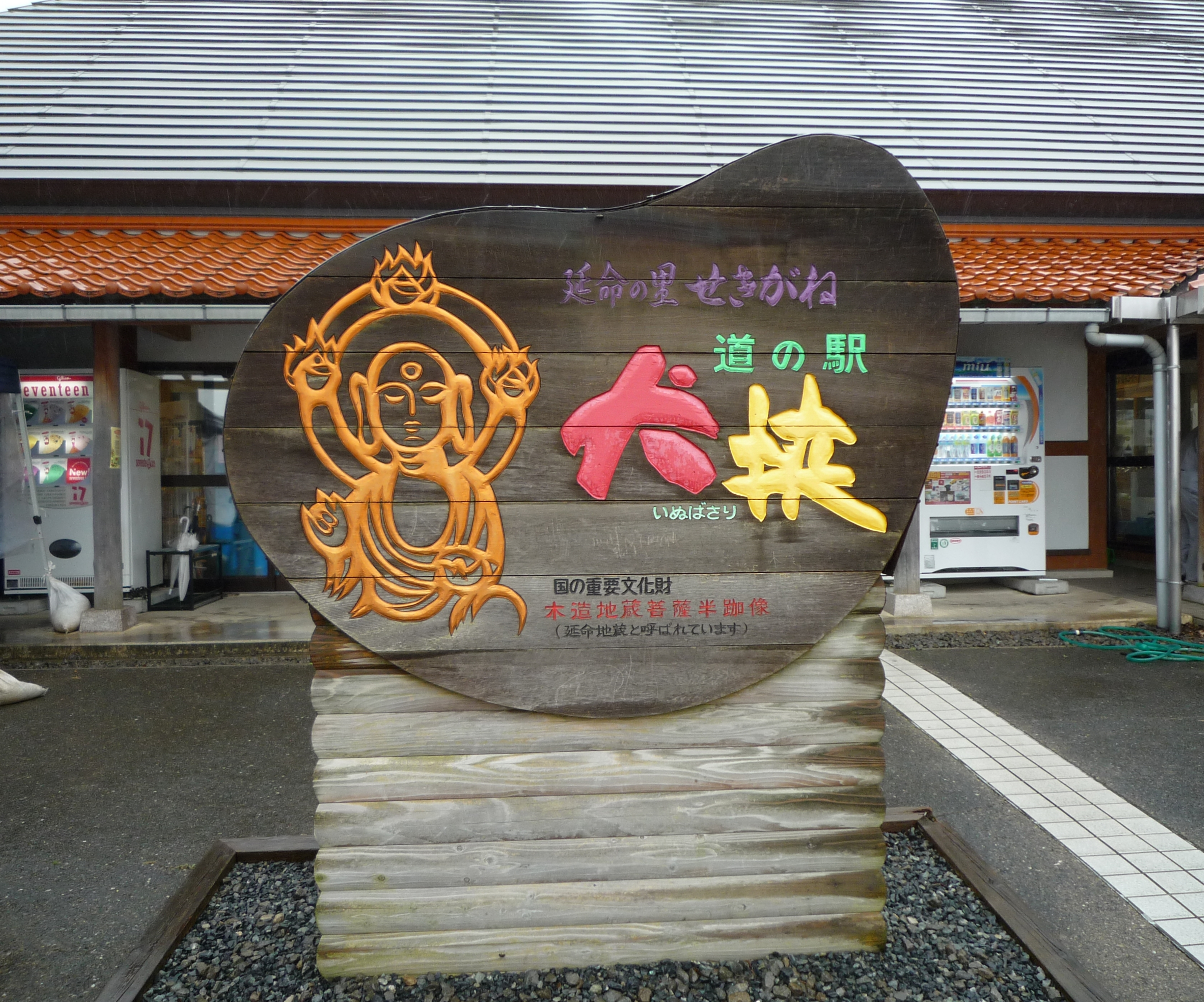
看板

道の駅犬挟（みちのえき いぬばさり）は、鳥取県倉吉市にある国道313号の道の駅である。

## 概要
1998年に国道313号沿いに開業。『南総里見八犬伝』のモデル里見忠義が忠臣や犬とともに余生を過ごした地とされ、道の駅には2019年にドッグランが整備された。
2023年度以降、施設の老朽化、倉吉道路及び倉吉関金道路の開通に加え、当時、JA鳥取中央がスーパー「Aコープせきがね店」が閉店を検討していたことから、同店の代替も視野に道の駅の移転候補地を模索することになった。ただ「Aコープせきがね店」については2023年9月26日に閉店となったが、2024年3月31日にみかもストアー（岡山県真庭市）が倉吉市と鳥取県の支援を受けて新スーパー「関金ストア」を倉吉市関金総合文化センター1階ロビーに出店したことでスーパーマーケットの空白地域ではなくなった（しかし、関金ストアはその後に経営難となり2025年3月31日で一時閉店となっている）。
道の駅の移転候補地の選定については、2023年9月から5キロ離れた温泉街に実験的に販売ブースを出店した。

## 施設
- 駐車場：48台
  - 普通車：38台
  - 大型車：10台
  - 身障者用：2台
- トイレ
  - 男：大 1器（和式 0器・洋式 1器）、小 3器
  - 女：3器（和式 2器・洋式 1器）
  - 身障者用：2器
- 公衆電話：2台
- レストラン「いぬばさり」
- 喫茶店
- 売店
- 休憩所
- 情報コーナー

## 休館日
- 第2水曜日

## アクセス
- 国道313号 - 登録路線

## 周辺
- 大山